# Port lotniczy Wenecja-Marco Polo
Port lotniczy Wenecja-Marco Polo (ang.: Venice Marco Polo Airport, wł.: Aeroporto di Venezia Marco Polo, kod IATA: VCE, kod ICAO: LIPZ) – międzynarodowy port lotniczy położony 12 km na północ od centrum Wenecji.

## Linie lotnicze i kierunki lotów
| Linia Lotnicza                | Kierunek |
| ----------------------------- | --- |
| Aegean Airlines               | 1. Ateny Sezonowo: 1. Saloniki |
| Aer Lingus                    | Sezonowo: 1. Dublin |
| Air Arabia Maroc              | 1. Casablanca |
| Air Cairo                     | 1. Szarm el-Szejk |
| Air Canada                    | Sezonowo: 1. Montreal-Trudeau 2. Toronto-Pearson |
| Air Dolomiti                  | 1. Monachium |
| Air France                    | 1. Paryż-Charles de Gaulle |
| Air Serbia                    | 1. Belgrad |
| Air Transat                   | Sezonowo: 1. Montreal-Trudeau 2. Toronto-Pearson |
| Air Baltic                    | Sezonowo: 1. Ryga |
| Albawings                     | 1. Tirana |
| American Airlines             | Sezonowo: 1. Chicago-O’Hare 2. Filadelfia |
| Austrian Airlines             | 1. Wiedeń |
| Binter Canarias               | Sezonowo: 1. Gran Canaria |
| British Airways               | 1. Londyn-Heathrow |
| Brussels Airlines             | 1. Bruksela |
| Croatia Airlines              | Sezonowo: 1. Dubrownik |
| Delta Air Lines               | 1. Nowy Jork-JFK Sezonowo: 1. Atlanta |
| EasyJet                       | 1. Amsterdam 2. Ateny 3. Berlin 4. Bristol 5. Edynburg 6. Genewa 7. Londyn-Gatwick 8. Londyn-Luton 9. Lyon 10. Manchester 11. Nicea 12. Paryż-Charles de Gaulle 13. Paryż-Orly Sezonowo: 1. / Bazylea 2. Dubrownik 3. Hurghada 4. Ibiza 5. Kefalonia 6. Kos 7. Larnaka 8. Mykonos 9. Olbia 10. Rodos 11. Szarm el-Szejk                                                                     |
| El Al                         | Sezonowo: 1. Tel Awiw |
| Emirates                      | 1. Dubaj |
| Eurowings                     | 1. Düsseldorf Sezonowo: 1. Kolonia/Bonn 2. Hamburg 3. Stuttgart |
| Finnair                       | Sezonowo: 1. Helsinki |
| HiSky                         | 1. Kiszyniów |
| Iberia                        | 1. Madryt |
| ITA Airways                   | 1. Rzym-Fiumicino |
| Jet2.com                      | 1. Birmingham 2. Manchester |
| KLM                           | 1. Amsterdam |
| LOT                           | 1. Warszawa-Chopin |
| Lufthansa                     | 1. Frankfurt |
| Luxair                        | 1. Luksemburg |
| Norwegian Air Shuttle         | Sezonowo: 1. Kopenhaga 2. Helsinki 3. Oslo-Gardermoen 4. Sztokholm-Arlanda |
| Pegasus Airlines              | 1. Stambuł-Sabiha Gökçen |
| Play                          | Sezonowo: 1. Reykjavík-Keflavík |
| Qatar Airways                 | 1. Doha |
| Royal Air Maroc               | 1. Casablanca |
| Ryanair                       | 1. Barcelona 2. Bari 3. Berlin 4. Birmingham 5. Bordeaux 6. Brindisi 7. Bristol 8. Katania 9. Kopenhaga 10. Cork 11. Dublin 12. Edynburg 13. Lanzarote 14. Lizbona 15. Londyn-Stansted 16. Manchester 17. Marsylia 18. Neapol 19. Palermo 20. Reggio Calabria 21. Santander 22. Sztokholm-Arlanda Sezonowo: 1. Bournemouth 2. Kolonia/Bonn 3. Helsinki 4. Lamezia Terme 5. Madryt 6. Wiedeń |
| Scandinavian Airlines System  | Sezonowo: 1. Kopenhaga 2. Oslo-Gardermoen |
| SunExpress                    | Sezonowo: 1. Izmir |
| Swiss International Air Lines | 1. Zurych |
| TAP Portugal                  | 1. Lizbona |
| Transavia                     | 1. Nantes |
| TUI Airways                   | Sezonowo: 1. Londyn-Gatwick 2. Manchester |
| Tunisair                      | 1. Tunis |
| Turkish Airlines              | 1. Stambuł |
| United Airlines               | Sezonowo: 1. Newark |
| Volotea                       | 1. Ateny 2. Bilbao 3. Bordeaux 4. Lille 5. Lyon 6. Marsylia 7. Nantes 8. Neapol 9. Nicea 10. Tuluza Sezonowo: 1. Asturia 2. Cagliari 3. Karpathos 4. Lampedusa 5. Mykonos 6. Olbia 7. Pantelleria 8. Santorini 9. Skiathos 10. Zakintos |
| Vueling Airlines              | 1. Barcelona |
| Wizz Air                      | 1. Katania 2. Kiszyniów 3. Kluż-Napoka 4. Jassy 5. Dżudda 6. Londyn-Gatwick 7. Praga 8. Rijad 9. Skopje 10. Teneryfa-Południe 11. Tirana 12. Warszawa-Chopin 13. Erywań Sezonowo: 1. Szarm el-Szejk |